# Suisse au Concours Eurovision de la chanson 1962
La Suisse a participé au Concours Eurovision de la chanson 1962, alors appelé le « Grand prix Eurovision de la chanson européenne 1962 », à Luxembourg-Ville, au grand-duché du Luxembourg. C'est la 7e participation suisse au Concours Eurovision de la chanson.
Le pays est représenté par le chanteur Jean Philippe et la chanson Le Retour, sélectionnés en interne par la SRG SSR.

## Sélection interne
Le radiodiffuseur suisse, Société suisse de radiodiffusion et télévision (SRG SSR), choisit l'artiste et la chanson en interne pour représenter la Suisse au Concours Eurovision de la chanson 1962.
Lors de cette sélection, c'est Jean Philippe et la chanson Le Retour, écrite par Émile Gardaz et composée par Géo Voumard avec Cédric Dumont comme chef d'orchestre, qui furent choisis. Jean Philippe a déjà pu représenter la France, son pays natal, à l'Eurovision 1959.
| Ordre | Interprète    | Chanson   | Langue   |
| ----- | ------------- | --------- | -------- |
| 1     | Jean Philippe | Le Retour | Français |

## À l'Eurovision
Chaque jury d'un pays attribue 3, 2 et 1 vote à ses 3 chansons préférées.

### Points attribués par la Suisse
| 3 points | France      |
| 2 points | Royaume-Uni |
| 1 point  | Luxembourg  |

### Points attribués à la Suisse
| 3 points | 2 points    | 1 point |
| -------- | ----------- | ------- |
|          | - Allemagne |         |

Jean Philippe interprète Le Retour en 11e position, après la Norvège et avant la Yougoslavie. Au terme du vote final, Suisse termine 10e, ex aequo avec le Danemark et la Norvège, sur 16 pays, recevant 2 points.